# West Coast Air

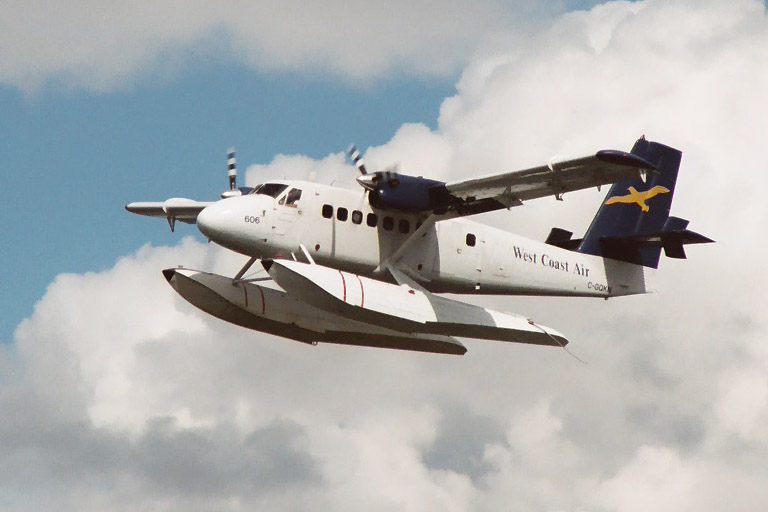
West Coast Air de Havilland Canada DHC-6

West Coast Air Ltd war eine kanadische Fluggesellschaft mit Sitz in Richmond (British Columbia), British Columbia, Kanada. Seit dem Jahr 2010 gehört die Gesellschaft der Harbour Air und wurde bis 2015 unter ihrem alten Namen betrieben.

## Flotte
Laut kanadischem Luftfahrtregister betrieb die Gesellschaft zuletzt (Stand: Februar 2016) zwei Luftfahrzeuge:
Außerdem flogen weitere Luftfahrzeuge für West Coast Air. Auf der Webseite der Gesellschaft wurde die Flotte abweichend von den Besitzverhältnissen dargestellt. Die Flotte wurde, sowohl für West Coast Air  wie auch für Harbour Air, wie folgt angegeben:

## Zwischenfälle
- Am 30. September 1979 stürzte eine de Havilland Canada DHC-6 Twin Otter 200 der West Coast Air (Luftfahrzeugkennzeichen C-FWAF) im Landeanflug auf den Flughafen von Sechelt (British Columbia) ab. Das Flugzeug kippte in einer Höhe von ungefähr 200 Fuß plötzlich nach rechts ab und schlug auf dem Boden auf. Ursache war eine Fehlfunktion der Querruder aufgrund eines Konstruktionsfehlers in deren Steuerung. Von den 16 Insassen kamen zwei ums Leben, ein Crewmitglied und ein Passagier.[2]